# Hamilton, Montana
Hamilton är administrativ huvudort i Ravalli County i Montana. Orten har fått sitt namn efter J.W. Hamilton som tillät järnvägsbygget genom området.